# Le Diable, tout le temps
Pour plus de détails, voir Fiche technique et Distribution.
Le Diable, tout le temps (The Devil All The Time) est un film américain réalisé par Antonio Campos, sorti en 2020 sur Netflix.
Il s’agit de l’adaptation du roman éponyme de Donald Ray Pollock, sorti en 2011. Ce dernier fait la voix-off du film,. La distribution est composée, de Robert Pattinson, Tom Holland et Bill Skarsgård. Jake Gyllenhaal est un des producteurs du film.
Le Diable, tout le temps est un film choral dans lequel chaque personnage a un lien plus ou moins proche avec les autres, ils sont tous liés. Face à sa femme mourante, un homme désespéré, Willard Russell, tente le tout pour le tout. Il se tourne vers la religion. Ses prières vont petit à petit s'apparenter à des sacrifices dont Arvin, le fils du couple, pourrait être l'offrande ultime.

## Synopsis
Willard Russell est un jeune soldat revenu traumatisé de la Seconde Guerre mondiale. En effet, il a vu de ses propres yeux un de ses amis, le sergent Miller Jones, crucifié et laissé pour mort par les Japonais. Pour abréger ses souffrances, il décide de lui tirer une balle dans la tête. Avant de rentrer chez sa mère Emma et son oncle Earskell à Coal Creek en Virginie Occidentale, il s'arrête à Meade dans l'Ohio dans un diner et rencontre Charlotte, une serveuse qui deviendra très vite sa femme. Ils décident d'emménager ensemble dans une petite bourgade du nom de Knockemstiff à côté de Meade et ont un enfant Arvin. En 1957, Charlotte tombe malade, elle a un cancer et ne peut en guérir selon son médecin. Willard se met à prier tous les jours avec Arvin devenu un jeune garçon pour que son cancer disparaisse. Mais comme cela ne fonctionne pas, il décide de sacrifier le chien de son fils Jack sur l'autel qu'il a créé derrière sa maison. Charlotte finit par mourir et, ne supportant pas sa disparition, Willard décide de se suicider le jour de l'enterrement de sa femme.
Parallèlement à cette histoire, Helen Hatton, une jeune femme qui habite Coal Creek, rencontre lors d'une messe Roy Laferty un pasteur excentrique qui n'hésite pas à se jeter sur le visage plusieurs dizaines d'araignées pour affronter sa peur qu'il a dissipée grâce à Dieu. Après leur mariage, ils ont rapidement une fille, Lenora. En 1950, Roy décide d'emmener Helen se balader et prier avec lui dans la forêt après être resté 14 jours enfermé dans un placard à cause d'une morsure d'araignée. Il tue sa femme avec un tournevis et essaye de la ressusciter, après cet évènement, il fait de l'auto-stop pour rentrer à Coal Creek, mais tombe sur un couple de tueurs en série Sandy et Carl. Carl n'hésitera pas à tuer Roy, celui-ci refusant de coucher avec sa femme devant lui.
7 ans plus tard, Arvin emménage chez sa grand-mère Emma avec Lenora, les deux enfants sont désormais orphelins. En 1965, Arvin devenu adolescent essaye de protéger Lenora qu'il considère comme sa sœur, elle se fait harceler au lycée par trois élèves qui se moquent de sa ferveur religieuse. En effet, celle-ci prie tous les soirs au cimetière après les cours sur la tombe de sa mère Helen. Un nouveau pasteur Preston Teagardin arrive à Coal Creek et n'hésite pas à manipuler Lenora en abusant d'elle dans sa voiture un soir alors que son frère Arvin n'est pas avec elle.
Durant l'été 1965, Sandy et Carl le couple de tueurs en série continue son travail macabre en assassinant un jeune soldat, au même moment le frère de Sandy, le Shérif Lee Bodecker, soupçonne cette dernière et son mari de pratiquer des activités illégales. Il ne veut pas être mêlé aux histoires de sa sœur pour pouvoir être réélu Shérif; par ailleurs, ayant des problèmes avec un gérant de bar Leroy et son associé Bobo, il décide de les assassiner.
À Coal Creek, Lenora tombe enceinte de Preston, mais celui-ci va lui dire qu'elle ment et qu'elle se fait des illusions, il lui demande alors de se débarrasser de l'enfant pour ne pas devenir la risée du village, ou une honte pour sa famille. Elle finit par se suicider même si, à la dernière minute, elle a voulu se rétracter. Bouleversé par la mort de sa « sœur » Arvin décide de suivre le pasteur pendant plusieurs jours pour finalement le tuer avec l'arme qui appartenait à son père. Il décide, après son geste fatal, de quitter Coal Creek pour retourner dans le village de son enfance, Knockemstiff ; en faisant de l'auto-stop, il monte dans la voiture de Sandy et Carl et comprend très vite qu'il est dans un guet-apens ; de ce fait, il tue Carl et Sandy. Arvin prend l'argent de Carl et une photo de la première proie du couple ; en arrivant dans son village natal ; il croise un vieil homme qui lui indique la route pour retourner dans son ancienne maison, aujourd'hui brûlée. Lee Bodecker, le Shérif arrive également dans le village dans le but de tuer Arvin pour venger Sandy ; mais c'est lui qui finit par se faire assassiner. À la fin du film, Arvin décide de quitter définitivement l'Ohio en auto-stop direction Cincinnati.

## Fiche technique
Sauf indication contraire, les informations mentionnées dans cette section peuvent être confirmées par la base de données cinématographiques IMDb,  présente dans la section « Liens externes ».
- Titre original : The Devil All The Time
- Titre français : Le Diable, tout le temps
- Réalisation : Antonio Campos
- Scénario : Antonio et Paulo Campos, d'après le roman du même titre de Donald Ray Pollock
- Direction artistique : James A. Gelarden
- Décors : Craig Lathrop
- Costumes : Emma Potter
- Montage : Sofía Subercaseaux
- Photographie : Lol Crawley
- Production : Max Born, Jake Gyllenhaal, Riva Marker et Randall Poster
- Production déléguée : Jared Goldman et Annie Marter
- Sociétés de production : Borderline Films et Ninestory Pictures
- Société de distribution : Netflix
- Pays de production :  États-Unis
- Langue originale : anglais
- Format : couleur
- Genre : thriller psychologique
- Durée : 138 minutes
- Date de sortie :
  - Monde : 16 septembre (Netflix)

## Distribution
Sauf indication contraire ou complémentaire, les informations mentionnées dans cette section proviennent du générique de fin de l'œuvre audiovisuelle présentée ici.
- Tom Holland (VF : Benjamin Bollen) : Arvin Russell
  - Michael Banks Repeta : Arvin, à 9 ans
  - Emilio Subercaseaux Campos: Arvin, bébé
- Bill Skarsgård (VF : Grégory Quidel) : Willard Russell
- Eliza Scanlen (VF : Adeline Chetail) : Lenora
- Robert Pattinson (VF : Thomas Roditi) : Preston Teagardin
- Haley Bennett (VF : Jessie Lambotte) : Charlotte Russell
- Kristin Griffith (VF : Sylvie Genty) : Emma
- Sebastian Stan (VF : Stéphane Miquel) : le shérif Lee Bodecker
- Riley Keough (VF : Célia Champion) : Sandy Henderson
- Jason Clarke (VF : Arnaud Arbessier) : Carl Henderson
- Harry Melling (VF : François Raison) : Roy Laferty
- Pokey LaFarge: Theodore
- David Atkinson (VF : Thierry Walker) : Earskell
- Mia Wasikowska (VF : Juliette Allain) : Helen Hatton
- Matthew Vaughn : le braconnier 1
- Billy Joe Bradshaw : le braconnier 2
- Douglas Hodge (VF : Mathieu Buscatto)  : Leroy Brown
- Drew Starkey : Tommy Matson
- Santino Fontana : l'animateur radio (voix)
- Donald Ray Pollock (VF : Benoît Allemane) : le narrateur (voix) (non crédité)

## Production

### Développement et attribution des rôles
Le 16 janvier 2019, sur son compte Twitter, Netflix Queue, Netflix donne des informations sur les acteurs du film Le Diable, tout le temps qui sera diffusé officiellement sur la plateforme, les premiers acteurs annoncés sont Chris Evans, Tom Holland, Mia Wasikowska, Bill Skarsgård, Robert Pattinson et Eliza Scanlen. Le 14 février, le site Deadline annonce que Chris Evans ne fera finalement pas partie du projet à cause d’un emploi du temps trop chargé, c’est Sebastian Stan un autre acteur de l'Univers cinématographique Marvel qui va le remplacer, Evans, lui-même, a conseillé au réalisateur le choix de l’acteur. 6 jours plus tard, le même site révèle la suite de la distribution, Haley Bennett, Jason Clarke et Riley Keough se joignent aux autres acteurs précédemment annoncés. Enfin, un dernier acteur s'ajoute à cette liste, il s'agit de Harry Melling que l'on a pu voir dans le rôle de Dudley Dursley dans la série de films Harry Potter et plus récemment Le Jeu de la dame dans la mini-série Netflix.

### Tournage
Le tournage commence le 19 février 2019 à Birmingham, en Alabama, et se termine le 19 avril. Il se déroule dans plusieurs villes de l'Alabama comme à Jacksonville, Helena ou encore Anniston.
Antonio Campos s'est inspiré de deux célèbres photographes Robert Frank et William Eggleston pour représenter le plus fidèlement possible l'Amérique vu par l'auteur du roman Daniel Ray Pollock.
Les magazines spécialisés dans le cinéma Trois couleurs et Première comparent le film à d'autres œuvres cinématographiques. Le premier trouve que le film ressemble à Sang pour sang des frères Coen sorti en 1984 et, quant au journaliste de Première, il écrit dans son article que « Le Diable, tout le temps évoque plutôt un incestueux mélange entre Les Tueurs de la lune de miel et Freaks. ».

### Musique
La bande originale du film est disponible en CD et sur les plateformes de streaming depuis le 18 septembre 2020. Elle est composée de chansons de country et de blues ainsi que de musiques originales créées par Danny Bensi et Saunder Jurriaans.
| 1.  | Knockenstiff, Ohio                         | Saunder Jurriaans & Danny Bensi | 2:51 |
| 2.  | Washed In The Blood                        | Pokey LaFarge & Harry Melling   | 3:19 |
| 3.  | Hillbilly Boogie                           | Delmore Brothers                | 2:45 |
| 4.  | Little Bessie (live)                       | The Stanley Brothers            |      |
| 5.  | Orphans                                    | Saunder Jurriaans & Danny Bensi | 2:00 |
| 6.  | The Three Bells                            | The Browns                      | 4:35 |
| 7.  | Put It Off Until Tomorrow (Single Version) | Bill Phillips                   | 4:26 |
| 8.  | Delusions                                  | Saunder Jurriaans & Danny Bensi | 3:57 |
| 9.  | Wings Of A Dove                            | Ferlin Husky                    |      |
| 10. | Honeycomb                                  | Jimmie Rodgers                  | 2:17 |
| 11. | Young Love                                 | Sonny James                     |      |
| 12. | Up Up Up                                   | Saunder Jurriaans & Danny Bensi | 1:37 |
| 13. | He Says The Same Things To Me              | Skeeter Davis                   |      |
| 14. | Funny How Time Slips Away                  | Billy Walker                    |      |
| 15. | Sinners                                    | Saunder Jurriaans & Danny Bensi | 2:21 |
| 16. | Wishful Thinking                           | Wynn Stewart                    | 2:43 |
| 17. | Banks Of The Ohio                          | Pokey Lafarge                   | 2:31 |
| 18. | Backwards & Forwards                       | Saunder Jurriaans & Danny Bensi | 3:49 |

## Accueil

### Accueil critique
En France, le film est plutôt bien accueilli par la presse, le site internet spécialisé Allociné proposant une moyenne de 3.4⁄5 à partir de l'interprétation de 12 critiques.
D'après Simon Riaux d'Écran Large, « Soigné, sombre et poisseux, cette chronique funèbre d'un Sud en pleine décrépitude morale est à la fois trop référencé et épais pour tout à fait convaincre, malgré le soin apporté à sa confection et son interprétation. ».
Par ailleurs, la prestation de Robert Pattinson est saluée à l'unanimité. Pour le magazine Première, « Robert Pattinson est aujourd'hui l'un des acteurs les plus intéressants de sa génération - même dans les films médiocres ». Le Figaro décrit Pattinson dans le film comme étant un « pasteur charismatique, le comédien brille dans le mélodrame gothique de Netflix ». Trois couleurs parle d'« une distribution impressionnante (Tom Holland, Riley Keough, Bill Skarsgärd, Mia Wasikowska…) se détache l’interprétation magistrale de Robert Pattinson, en prédicateur halluciné et malfaisant ».
Il y a, par ailleurs, quelques avis qui sont plutôt négatifs, comme celui d'Alix Martineau du site Madmoizelle qui trouve que le film « n'est qu'un amas de clichés vus, revus et re-revus qui, quelques minutes seulement après l’avoir terminé, échappera définitivement à votre mémoire. ». Sans parler du nombre de personnages qui est beaucoup trop important pour que l'on puisse véritablement rentrer dans toutes leurs histoires : « Si chaque personnage pouvait prétendre à son propre film, les entasser tous dans le même ne garantit pas une réussite. Le côté choral et multigénérationnel du long métrage semble dépasser son réalisateur qui propose des allers-retours maladroits dans le temps ».

## Analyse

### Critique du fanatisme religieux
Dans le film, les deux pasteurs utilisent leur puissance et leur pouvoir pour faire le Mal, le pasteur Teagardin joué par Robert Pattinson abuse des jeunes filles naïves et bigotes en les séduisant et en parlant de Dieu. Sébastien Mauge de Télérama estime que « la gueule d'ange de Pattinson est transfigurée par le démon ».
Selon le journaliste Josué Morel du site critikat.com, « Le Diable, tout le temps est, comme son titre l’indique, un film sur le Mal avec un grand M, celui qui, dans toute sa malice, s’abrite sous le manteau de la respectabilité chrétienne et des superstitions religieuses ».
Par ailleurs, Willard Russell également aveuglé par la religion pense faire une offrande à Dieu en tuant le chien de son fils pour que sa femme puisse guérir de son cancer, il prie aussi très souvent pour sa femme. Le magazine Télérama le souligne en disant que « [sa] foi inébranlable le pousse à des dérives sacrificielles malsaines, surtout lorsqu'il apprend que sa femme est atteinte d'un cancer incurable ».
Pour le réalisateur, « le titre Le Diable, tout le temps évoque le mal, les traumatismes que nous combattons en nous mais ce récit est aussi celui d’une vision pervertie de la religion par ses représentants qui abusent de leur pouvoir sur les fidèles, et particulièrement les plus jeunes, les plus vénérables ».

### L'Amérique rurale
Pour Libération, le film est une description de cette Amérique « oubliée », « l'Amérique des hillbillies ».
Première trouve que le film est « le portrait d’un pays malade, rongé par la culpabilité et la religion, pas si éloigné de ça de l’Amérique Trumpienne ».
CineChronicle qualifie l'Amérique représentée par le réalisateur comme « corrompue et en décrépitude » ainsi que « puritaine ».